# Petropedetes johnstoni
Petropedetes johnstoni é uma espécie de anfíbio da família Petropedetidae.
É endémica dos Camarões.
Os seus habitats naturais são: florestas subtropicais ou tropicais húmidas de baixa altitude e florestas de mangal tropicais ou subtropicais.
Está ameaçada por perda de habitat.